# 天王寺公園
天王寺公園（てんのうじこうえん）は、大阪府大阪市天王寺区茶臼山町にある市立公園。
上町台地上および西斜面に位置しており、総面積は約28万m2。園内には天王寺動物園や植物温室、大阪市立美術館、慶沢園を擁する大阪を代表する都市公園である。
大阪市の広域避難場所に指定されている。かつては天王寺図書館や天王寺公会堂、野外音楽堂（奏楽堂、天王寺音楽堂）もあった。
大大阪時代を実現させて大阪市の発展に貢献した、池上四郎第6代大阪市長の銅像が園内に建つ。

## 歴史
- 1903年 第5回内国勧業博覧会が開かれる（第1会場が天王寺、第2会場が大浜）。
- 1906年 博覧会で美術館として使用された建物を関西大学が一時借用（新校舎建設のため）[1]。
- 1909年
  - 会場跡地の東側を公園として整備し、「天王寺公園」が開園（通天閣を含む西側が新世界となった）。
  - 大阪市電の天王寺公園前停留場が開業。
- 1912年 博覧会で使用された奏楽堂に若干の改装を加え、周囲に200人分の木製ベンチを設置。第4師団軍楽隊（Osaka Shion Wind Orchestraの前身）が第1回演奏会を開催。
- 1913年
  - 内国勧業博覧会で使用した集会施設を天王寺公園に移設し「天王寺公会堂」となる。同様に「勧業館」も大阪市が施設運営を引き継ぐ。
  - 「明治記念拓殖博覧会」を開催。

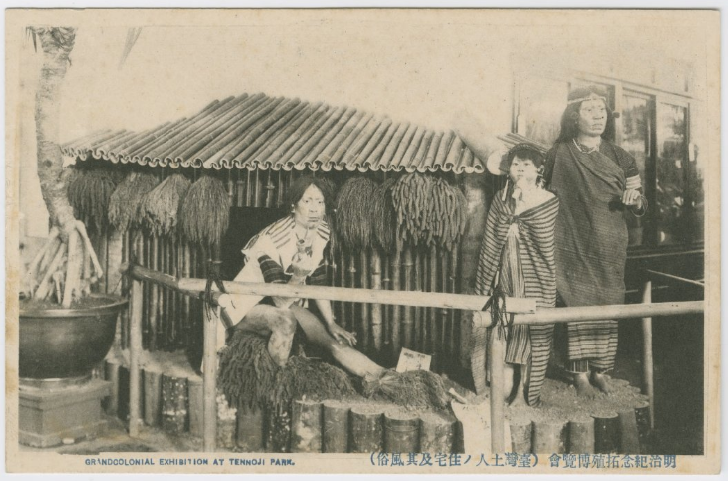
明治記念拓殖博覧会 （台湾土人ノ住宅及其風俗）

- 1914年 住友家の本邸が鰻谷から茶臼山に移転する。
- 1915年 上野（東京）、岡崎（京都）に次いで国内3番目の大阪市天王寺動物園が開園。
- 1917年 内国勧業博覧会で使用した美術館を改装し「大阪市立市民博物館」として開館（大正天皇大典事業の一環）。
- 1918年
  - 住友家本邸内に庭園「慶沢園」が完成。
  - 大阪市電の天王寺公園南口停留場が開業。
- 1920年 大阪市会が市立美術館の設立を議決。
- 1921年 住友家が美術館建設を条件に、茶臼山の本邸寄付を大阪市に打診。
- 1923年
  - 山梨軍縮により第4師団軍楽隊廃隊。奏楽堂にて告別演奏会を行う。
  - 「大阪市電開業20年交通博覧会」を開催。
- 1925年
  - 「大大阪記念博覧会」（大阪毎日新聞社主催）を開催。
  - 住友家の本邸が兵庫県武庫郡住吉村（現：神戸市東灘区）に移転。
- 1926年 電気大博覧会を開催（第2会場）。
- 1928年
  - 「大礼奉祝交通電気博覧会」を開催。
  - 3,400人収容の野外スタンドを備えた「天王寺音楽堂」が開館[2]。
- 1930年 公園内に全国初のラジオ塔を設置。
- 1936年
  - 旧住友家本邸跡地に大阪市立美術館が開館。庭園の慶沢園も開放。
  - 天王寺公会堂が閉鎖され、跡地は天王寺動物園の敷地になる。大阪市の集会施設は中之島の中央公会堂に一本化。
- 1938年 大阪市営地下鉄御堂筋線（現：Osaka Metro御堂筋線）の動物園前駅・天王寺駅が開業。
- 1944年 戦時体制下の終日急行運転実施のため、大阪市電の天王寺公園前・天王寺公園南口両停留場を廃止。
- 1947年 天王寺公園前停留場が復活。
- 1949年 天王寺公園南口停留場が復活。
- 1950年 天王寺公園南口停留場が動物園前停留場に改称。
- 1952年
  - 「講和記念婦人とこども大博覧会」開催。
  - 公園内に大阪市立図書館（本館）開館。
- 1961年 大阪市立図書館が大阪市立天王寺図書館に改称。同年開館した大阪市立中央図書館の分館扱いとなる。
- 1966年 大阪市電の霞町玉造線廃止に伴い、動物園前停留場の営業終了。
- 1968年 大阪市電の西道頓堀天王寺線廃止に伴い、天王寺公園前停留場の営業終了。
- 1969年 大阪市営地下鉄堺筋線（現：Osaka Metro堺筋線）の動物園前駅が開業。
- 1981年 「天王寺音楽堂」が閉鎖（毎年春に名物コンサート「春一番」が行われていた）。跡地は天王寺動物園の敷地となる（旧コアラ館・夜行性動物舎、サル・ヒヒ舎付近）。1982年に後継施設となる「大阪城音楽堂」が大阪城公園内に開館[2]。
- 1985年 大阪市立天王寺図書館が上之宮町に移転。
- 1987年 天王寺博覧会開催に伴い、園内を再整備。安藤忠雄設計の映像館（マルチイメージシアター）などを設置する。また博覧会閉幕後に、公園の主要部分がフェンスで囲われ入場が有料化された。これは公園西側に隣接している新世界一帯がいわゆる労働者エリアであり、当時ホームレスが公園内で夜間に野宿などしており、その排除意図があったことによる。
- 1989年 天王寺公園に多目的ドームの建設計画が浮上し、動物園の移転を含めた検討委員会が組織される。
- 1990年
  - 多目的ドーム建設検討委員会が、天王寺公園をドーム建設候補地の一つに選定。動物園を南港に移転・新設するプランが示される。
  - 2月入園が有料化される[3]。
- 1990年頃 公園と美術館との間にある公道に「青空カラオケ」と称する露店が並ぶ。
- 2003年
  - 大阪市によって露店撤去。
  - あべちかと天王寺公園地下駐車場を結ぶ連絡通路が完成。
- 2012年 第1回「あべの・天王寺イルミナージュ」を開催。
- 2014年
  - 10月30日 近畿日本鉄道を公園の管理運営事業者に選定[4]。
  - 12月2日 入園料が公園工事に伴い無料になる。
- 2015年
  - 4月1日 条例改正に伴い、休園日がなくなり、入園料は、慶沢園のみ有料、その他は無料となる。
  - 10月1日 公園南東部のエントランスエリアを再整備。サッカーコートやレストラン・カフェ、ドッグランなどの施設が備わった「てんしば」エリアとしてリニューアルオープン[5]。
- 2016年
  - 10月4日、終日通行可能だった通路を22時から7時まで閉鎖[6]。
  - 11月1日 「てんしば」エリアにバス待合所、国際観光案内所、ゲストハウス「Kintetsu Friendly Hostel -Osaka Tennoji Park-」からなる複合棟オープン[7]。
  - てんしばが、2016年度グッドデザイン賞受賞[8]。
- 2019年
  - 11月22日　てんしば i:na（イーナ）オープン

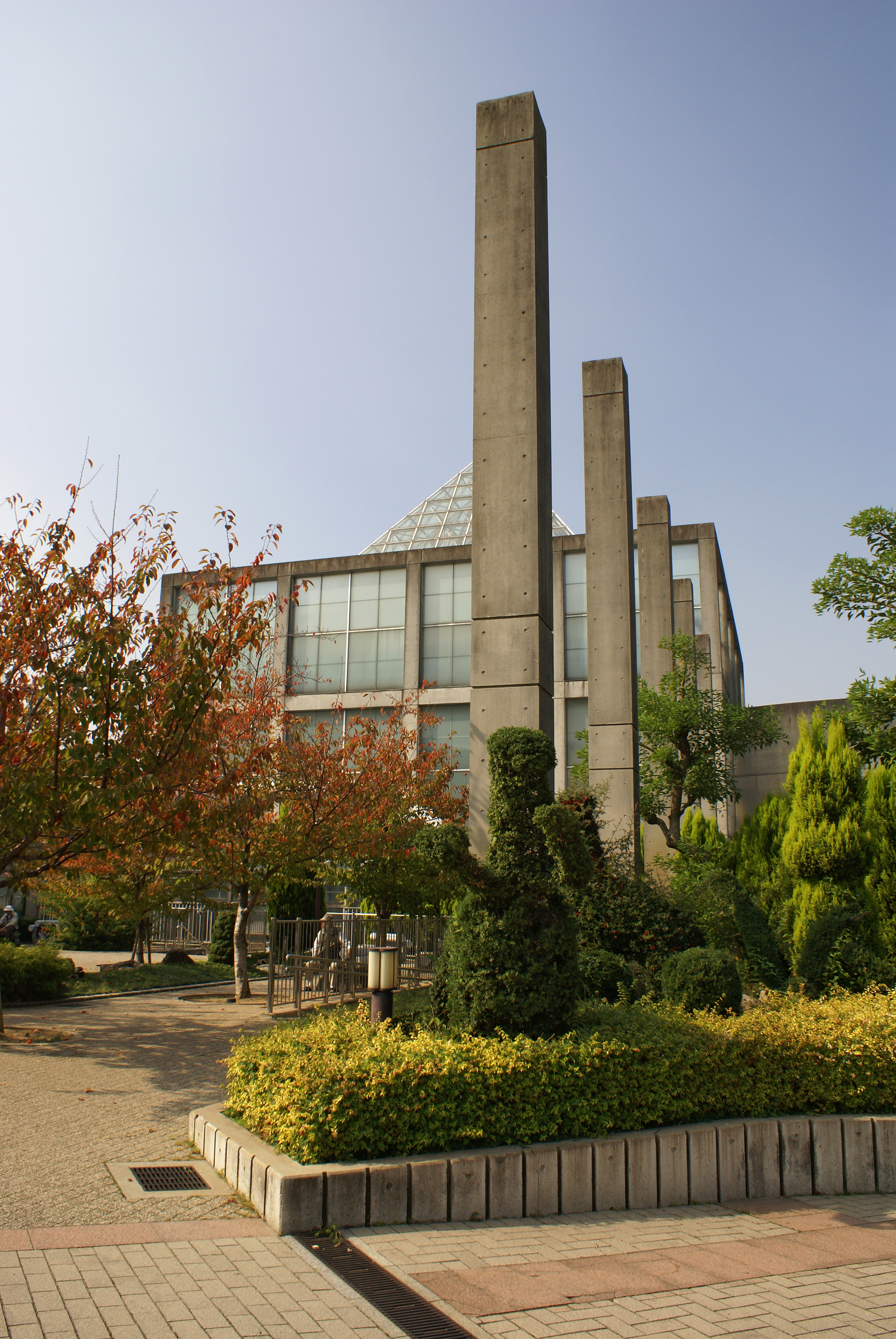
温室
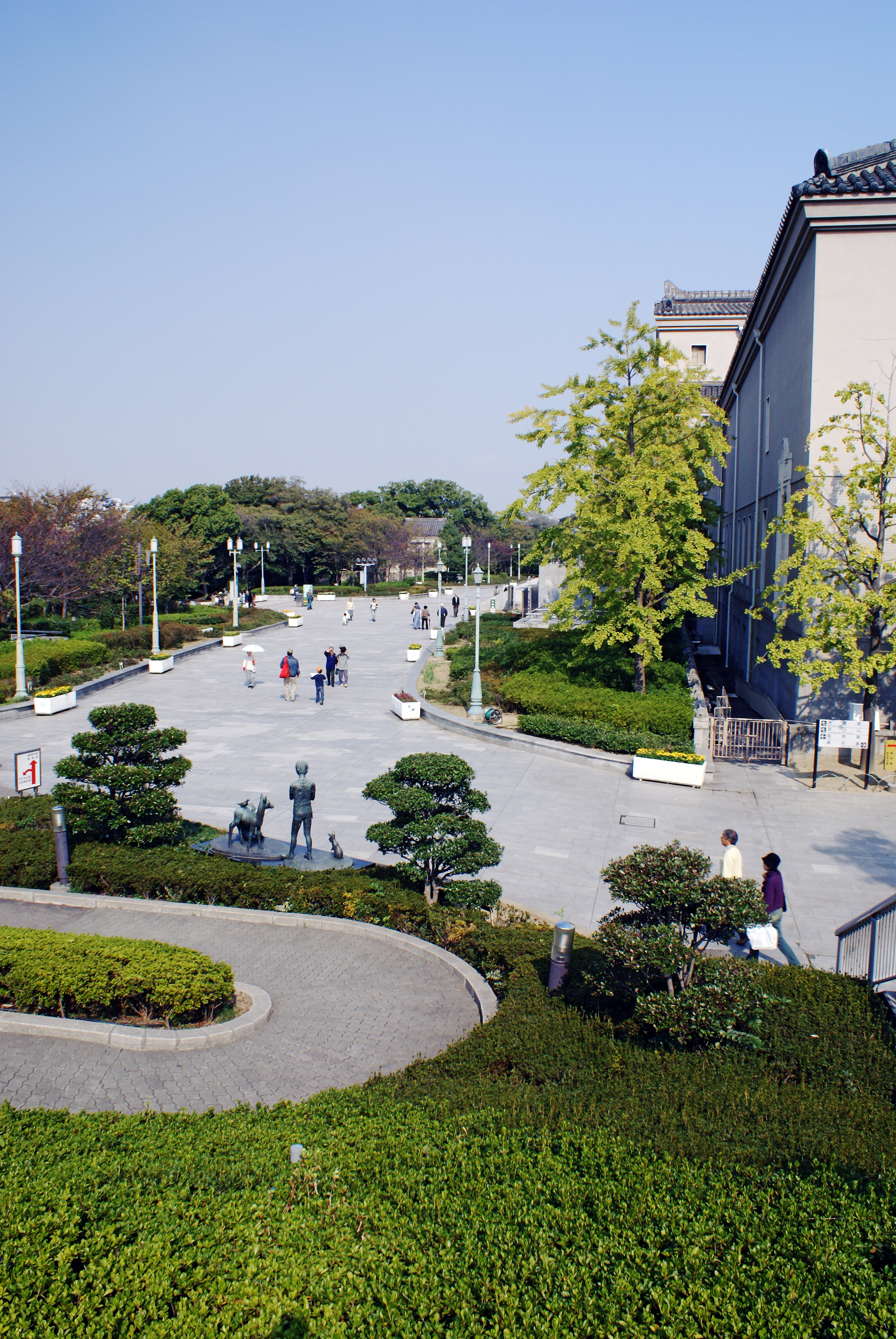
美術館前、慶沢園から茶臼山公園への道
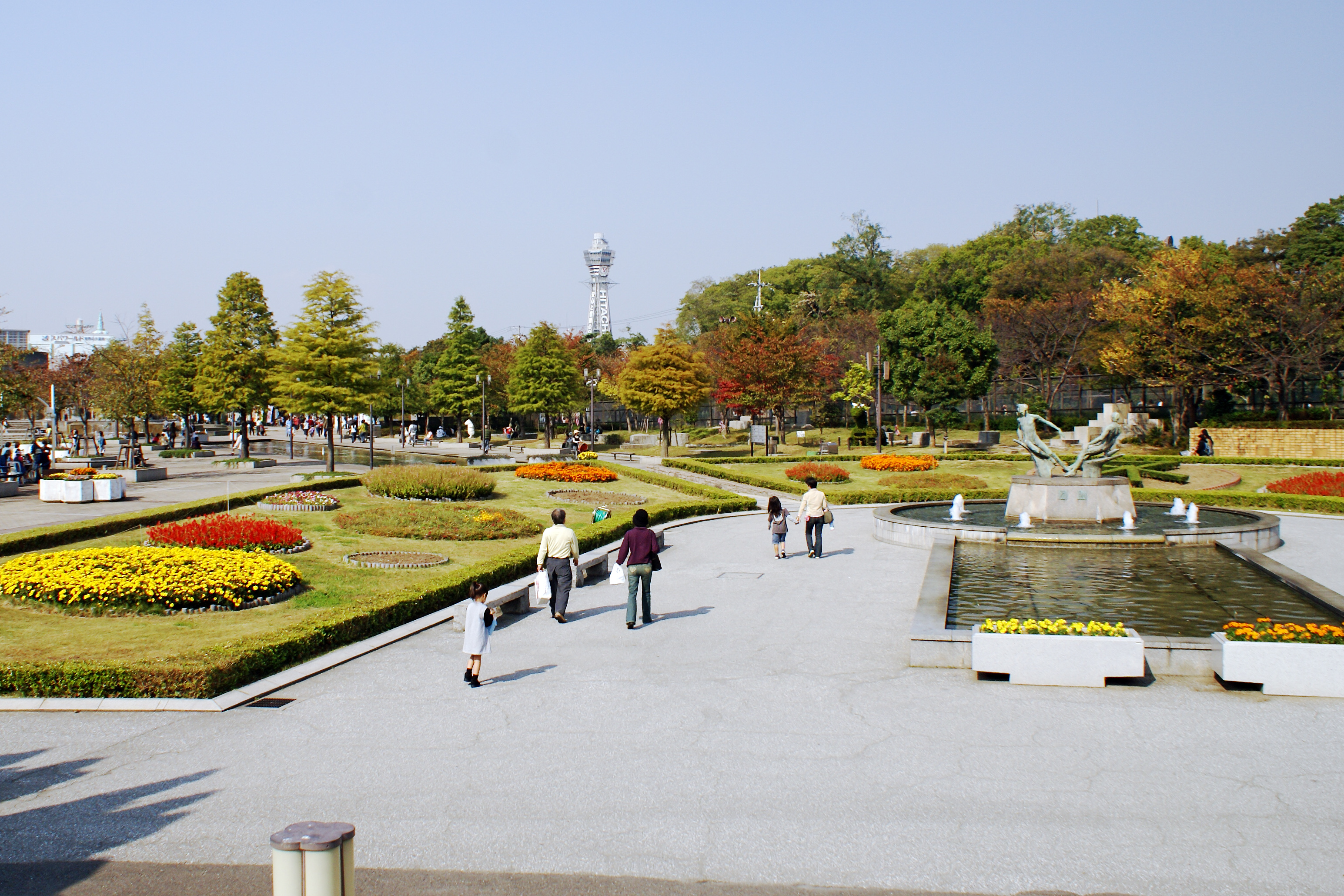
入口からの眺め
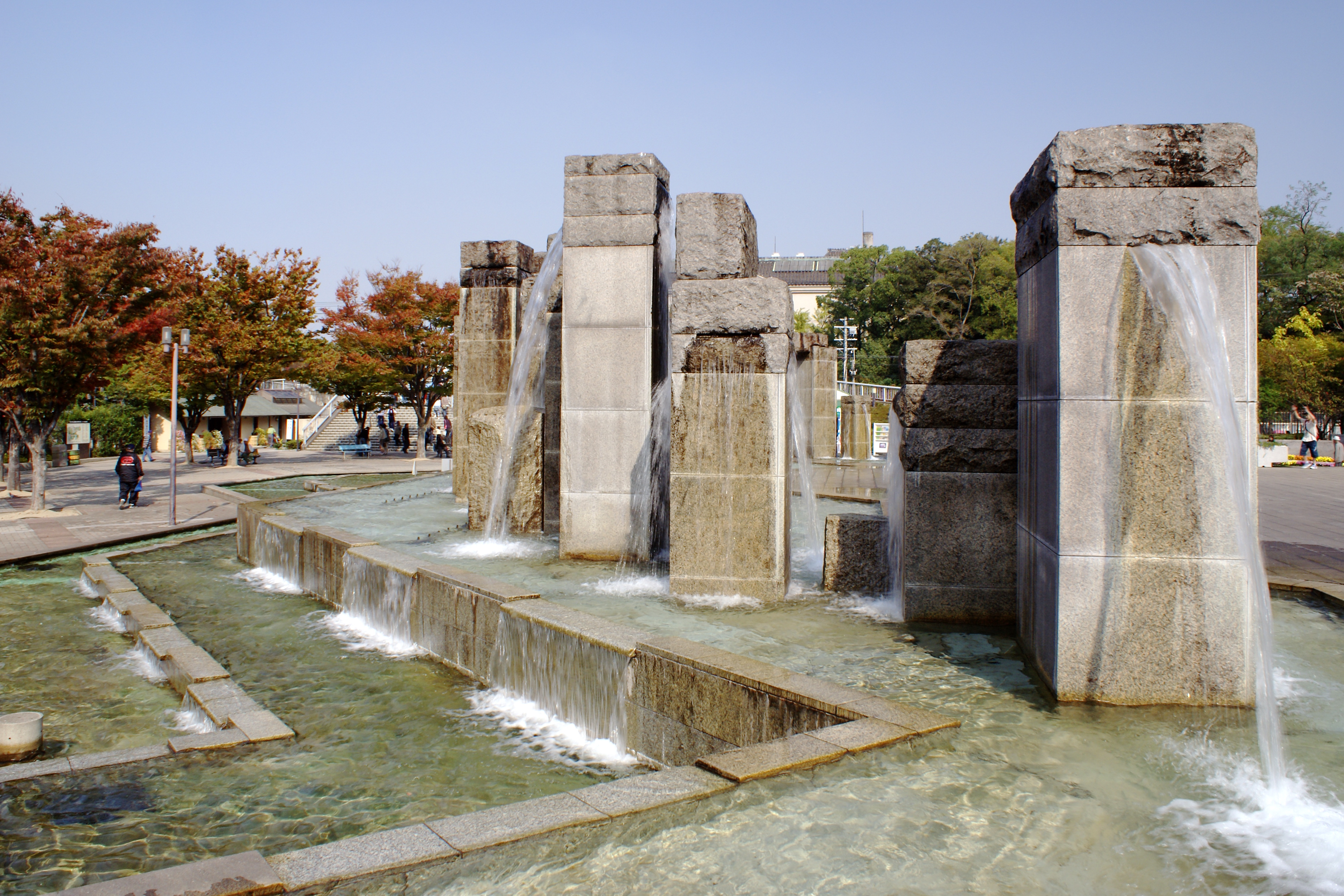
噴水
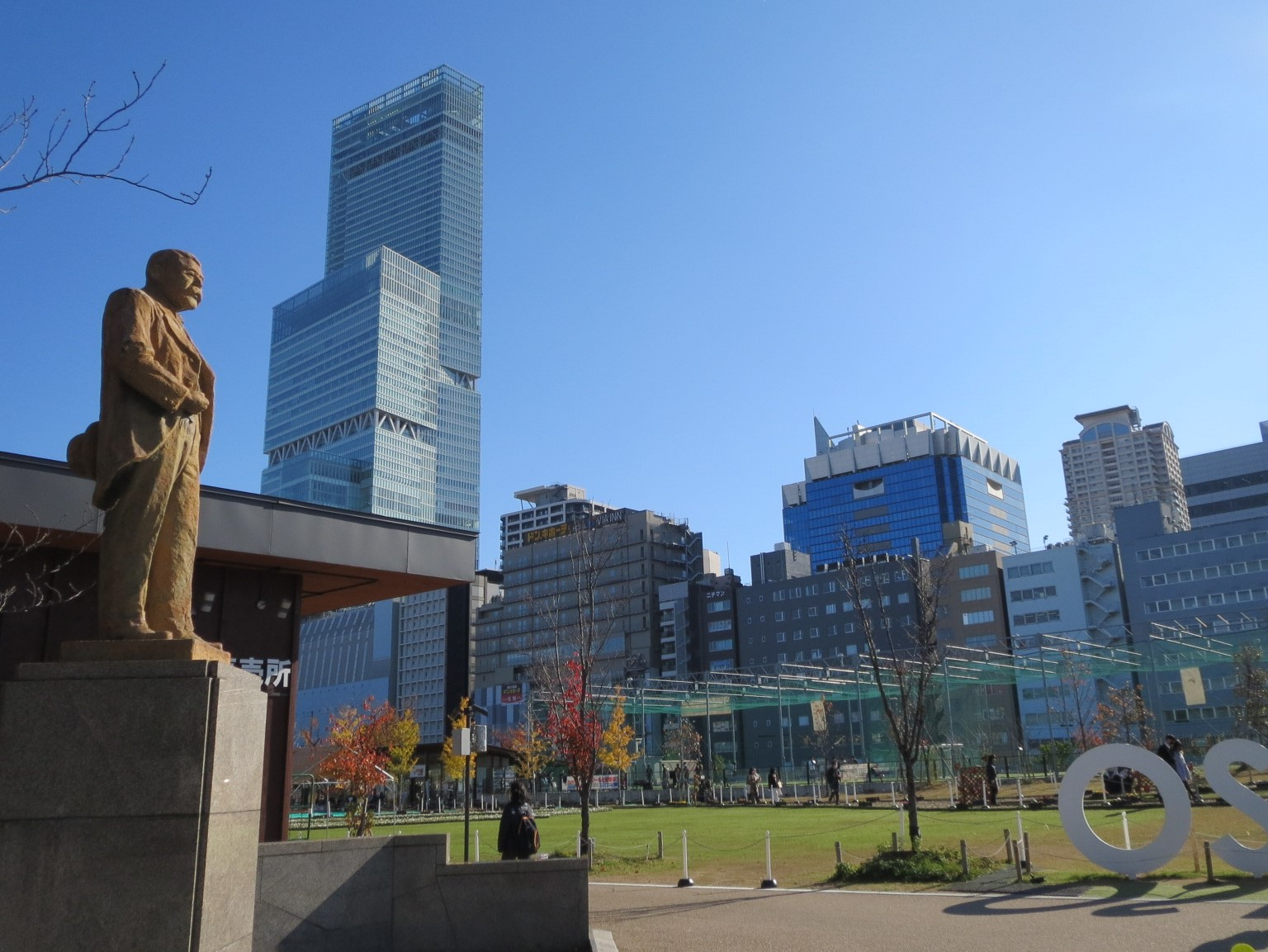
池上四郎像

## 公園内の施設
- 大阪市天王寺動物園
- 大阪市立美術館
- 慶沢園
- 植物温室
- 水上ステージ
- 旧黒田藩屋敷長屋門
- 茶臼山古墳
- 大塚城

### てんしばエリア
- スプーンビル（フラワー・雑貨）
- タリーズコーヒー（カフェ）
- ファミリーマート（コンビニ）
- 産直市場よってって（大阪産野菜・果物・加工品・カフェ）
- SORAIRO KITCHEN in TENSHIBA PARK（ダイニング）
- 肉炉端 ROBERT（カジュアルダイニング）
- 青いナポリイン・ザ・パーク（ピザ）
- クレープリー・スタンド シャンデレール 天王寺（クレープ）
- YARD（コーヒー・クラフトチョコレート）
- ボーネルンド プレイヴィル 天王寺公園（子供向け遊び場）
- ペットパラダイスDX（総合ペットサービス）
- キャプテン翼スタジアム天王寺 / キャプテン翼サッカースクール天王寺（フットサルコート・サッカー教室）
- 近鉄フレンドリーホステル大阪天王寺公園（ゲストハウス）
- 国際観光案内所・バス待合所

## 周辺情報
- 堀越神社
- 安居神社
- 一心寺
- 四天王寺
  - 四天王寺本坊庭園

## アクセス
- JR大阪環状線・関西本線・阪和線天王寺駅
- 地下鉄御堂筋線・谷町線天王寺駅
- 近鉄南大阪線大阪阿部野橋駅
- 阪堺電気軌道上町線天王寺駅前駅
- 大阪シティバスあべの橋停留所